# 泰爾諾韋 (費多里夫卡市鎮)
47°29′30″N 36°35′11″E / 47.49167°N 36.58639°E
泰爾諾韋（烏克蘭語：Тернове）是位於烏克蘭東南部的村莊，由扎波羅熱州波洛希區的費多里夫卡市鎮負責管轄。該村始建於1923年，面積0.74平方公里，海拔高度168米，2001年人口59，人口密度每平方公里79.6人。